# Tiroïditis autoimmunitària
La tiroiditis autoimmunitària, és una malaltia crònica en la qual l'organisme interpreta la glàndula tiroides i els seus productes hormonals T3, T4 i TSH com a amenaces, produint, per tant, anticossos especials que s'adrecen a les cèl·lules de la tiroide, destruint-la així. Pot presentar-se amb hipotiroïdisme o hipertiroïdisme i amb o sense goll.

## Causes
L'autoimmunitat tiroidal és familiar. Es diu que la malaltia s'hereta com a tret dominant, ja que s'ha informat que fins a un cinquanta per cent dels familiars de primer grau de pacients amb algun tipus de tiroïditis autoimmunitària presenten anticossos tiroidals al sèrum.

## Categories
Els especialistes separen la tiroïditis autoimmunitària en dues categories clíniques.
- Si hi ha goll, s'entén com a tiroïditis de Hashimoto.
- Si la tiroide és atròfica, i no presenta goll, s'anomena tiroïditis atròfica.[1]

La tiroïditis autoimmunitària també pot referir-se a la malaltia de Graves i a diverses altres formes de malalties de la tiroide.
Si els símptomes de la tiroïditis apareixen a les dones després del part, s'anomena tiroïditis postpart.